# Chaetocalyx weberbaueri
Chaetocalyx weberbaueri är en ärtväxtart som beskrevs av Hermann August Theodor Harms. Chaetocalyx weberbaueri ingår i släktet Chaetocalyx och familjen ärtväxter. Inga underarter finns listade i Catalogue of Life.